# Beskides occidentales
Los Beskides occidentales (checo: Západní Beskydy; Eslovaco: Západné Beskydy; Polaco: Beskidy Zachodnie; alemán: Westbeskiden) son un conjunto de cadenas montañosas que abarcan la República Checa, Eslovaquia y Polonia. Geológicamente, los Beskides occidentales forman parte de los Cárpatos occidentales exteriores.
Tradicionalmente, los Beskides occidentales se consideraban parte de los Beskides, un término que difiere según la herencia histórica y lingüística.

## Subdivisión

Sección occidental de los Beskides occidentales, marcada en rojo y etiquetada con E

Sección norte de los Beskides occidentales, marcada en rojo y etiquetada con F

Sección central de los Beskides occidentales, marcada en rojo y etiquetada con G

Sección oriental de los Beskides occidentales, marcada en rojo y etiquetada con H

Los Beskides occidentales constan de las siguientes cadenas montañosas:
- Sección occidental de los Beskides occidentales:
  - Montañas Hostýn-Vsetín (checo: Hostýnsko-vsetínská hornatina ) → e1
  - Beskides de Moravia-Silesia (checo: Moravskoslezské Beskydy, eslovaco: Moravsko-sliezske Beskydy ) → e2
  - Tierras Altas de Turzovka (eslovaco: Turzovská vrchovina ) → e3
  - Surco de Jablunkov (checo: Jablunkovská brázda ) → e4
  - Surco de Rožnov (checo: Rožnovská brázda ) → e5
  - Jablunkov Intermontano (eslovaco: Jablunkovské medzihorie, checo: Jablunkovské mezihoří ) → e6
  - Beskides de Silesia (polaco: Beskid Śląski, checo: Slezské Beskydy ) → e7
  - Cuenca de Żywiec (polaco: Kotlina Żywiecka ) → e8

- Sección norte de los Beskides occidentales:
  - Pequeño Beskids ( en polaco: Beskid Mały   ) → f1
  - Beskides de Maków ( en polaco: Beskid Makowski   ) → f2
  - Beskides de Island ( en polaco: Beskid Wyspowy   ) → f3
  - Montañas Gorce ( en polaco: Gorce   ) → f4
  - Cuenca de Rabka ( en polaco: Kotlina Rabczańska   ) → f5
  - Cuenca Sącz ( en polaco: Kotlina Sądecka   ) → f6

- Sección central de los Beskides occidentales :
  - Beskids de Orava (SK: Oravské Beskydy ) + Beskides de  Żywiec (PL: Beskid Żywiecki ) (el equivalente SK más antiguo de Beskid Zywiecki es "Slovenské Beskydy" - Beskids eslovaco o "Kysucko-oravské Beskids-Ora gva1 Beskidy)
  - Beskides de Kysuce (SK: Kysucké Beskydy ) + Beskides de Żywiec (PL: Beskid Żywiecki ) (el equivalente SK más antiguo de Beskid Zywiecki es "Slovenské Beskydy" o "Kysucko-oravské Beskydy") → g2
  - Orava Magura (SK: Oravská Magura ) → g3
  - Tierras Altas de Orava (SK: Oravská vrchovina ) → g4
  - Surco subbeskidiano (SK: Podbeskydská brázda ) → g5
  - Tierras Altas Sub-Beskidianas (SK: Podbeskydská vrchovina ) → g6

- Sección este de los Beskides occidentales :
  - Beskides de Sądecki ( en polaco: Beskid Sądecki) → h1
  - Čergov ( en polaco: Góry Czerchowskie  ; en eslovaco: Čergov  ) → h2
  - Montes Pieninos ( en polaco: Pieniny; en eslovaco: Pieniny  ) → h3

## Mapas

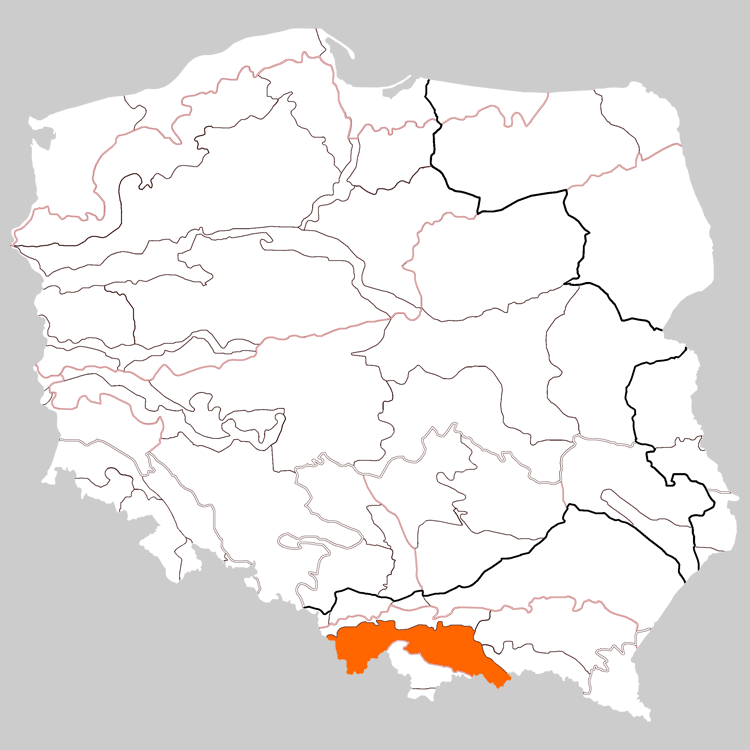
Partes de los Beskides occidentales, dentro de las fronteras de Polonia
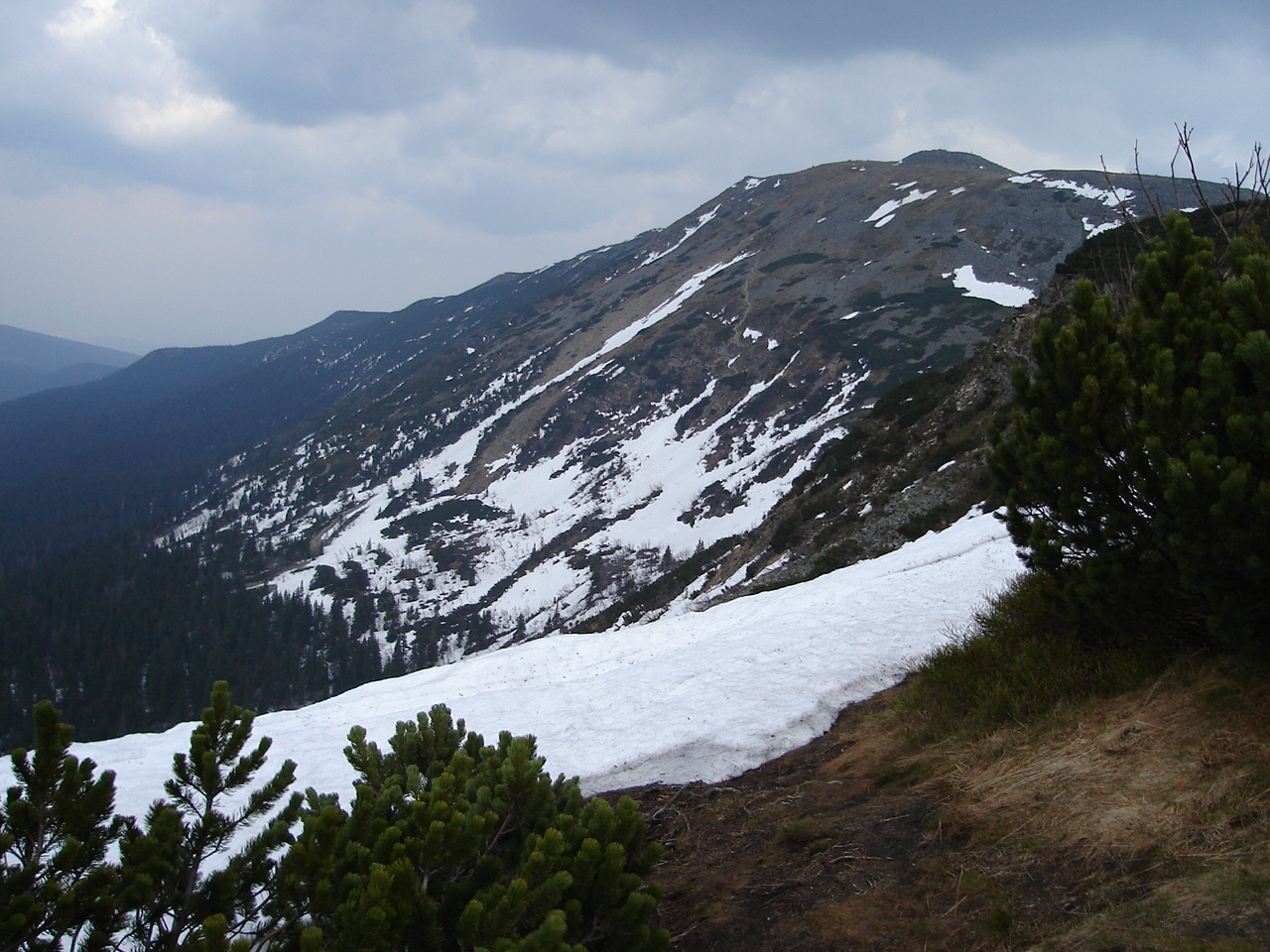
Babia Góra, el pico más alto de los Beskides de Orava, dentro de la sección central de los Beskides occidentales
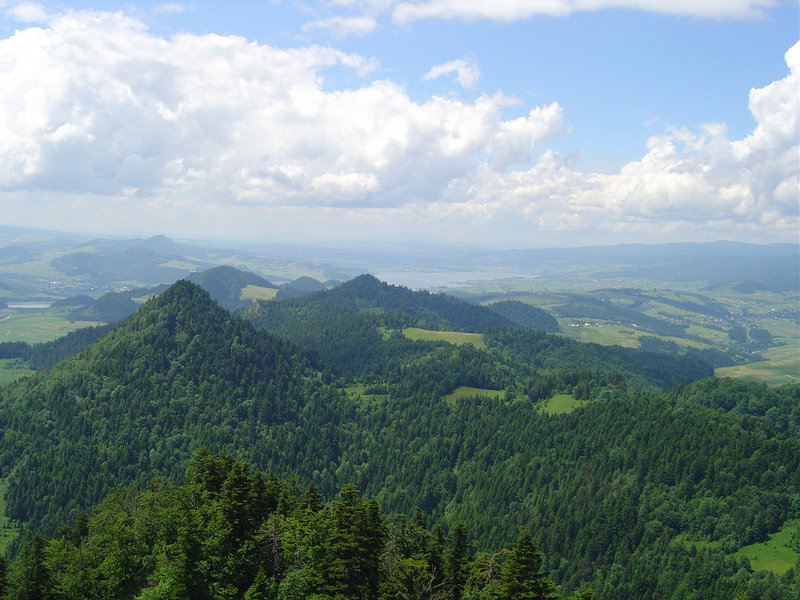
Montes Pieninos, cordilleras orientales de los Beskids occidentales